# Skauting (sport)
Skauting (ang. scouting – przeprowadzanie wywiadu/rekonesansu) – dziedzina z zakresu zarządzania sportem obejmująca obserwację rozgrywek i treningów drużyn z różnych klas rozgrywkowych z uwzględnieniem różnych kategorii obserwacji przez wyselekcjonowanych pracowników klubów sportowych lub innych organizacji zwanych skautami. 
Do standardowych zadań z zakresu skautingu należy między innymi:
1. Obserwacja meczów i treningów wybranych drużyn
2. Obserwacja rozgrywek w wybranej klasie rozgrywkowej lub kategorii wiekowej
3. Obserwacja umiejętności lub potencjału wybranego zawodnika podczas meczu lub treningu

W pierwszym i drugim przypadku raport z zakończonych działań skauta obejmuje przedstawienie taktyki wybranych drużyn, ich mocnych oraz słabych stron oraz umiejętności poszczególnych zawodników. W trzecim przypadku skaut przedstawia zleceniodawcy kartę informacyjną zawodnika, w której zawarte są informacje dotyczące jego umiejętności, potencjału, charakteru, mocnych i słabych stron oraz, w przypadku sportów zespołowych, pozycji na boisku. Skaut również może przedstawić rekomendacje dotyczące zatrudnienia zawodnika w klubie.